# Buchara-Hufeisennase

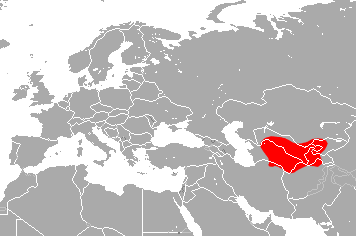
Verbreitungsgebiet der Buchara-Hufeisennase

Die Buchara-Hufeisennase oder Bokhara-Hufeisennase (Rhinolophus bocharicus) ist ein in Zentralasien verbreitetes Fledertier in der Gattung der Hufeisennasen. Die Population wurde bis in die 1980er Jahre in die Arabische Hufeisennase (Rhinolophus clivosus) eingeordnet. Das Typusexemplar stammt vom Fluss Murgab aus Turkmenistan.

## Merkmale
Die Hufeisennase erreicht eine Kopf-Rumpf-Länge von 38 bis 48 mm, eine Schwanzlänge von 22 bis 32 mm und ein Gewicht von 9 bis 20 g. Die Art hat 47 bis 53 mm lange Unterarme, Hinterfüße von etwa 13 mm Länge und 19 bis 24 mm lange Ohren. Das Fell ist bei einer Form graubraun mit dunkleren Schultern und bei einer anderen Form orange. Haarbüschel an den Schultern kommen bei Männchen nicht vor. Das Nasenblatt hat eine 5,4 bis 7,3 mm breite hufeisenförmige Grundform und einen kleinen skalpellförmigen Aufsatz. Typisch sind drei tiefe Kerben in der Unterlippe. Verschiedene abweichende Details des Schädels, der Zähne und des männlichen Penisknochens unterscheiden die Art von anderen Hufeisennasen. Bei manchen Populationen lautet die Zahnformel I 1-2, C 1/1, P 2/3, M 3/3, was 32 Zähne im Gebiss ergibt. Andere Populationen haben im Oberkiefer pro Seite einen Prämolar weniger.

## Verbreitung
Die Fledermaus lebt in Usbekistan sowie Turkmenistan und erreicht angrenzende Gebiete von Kasachstan, Kirgisistan, Tadschikistan, Afghanistan und Iran. Eine Population in Pakistan ist ausgestorben. Die Art bewohnt die tieferen Lagen von Gebirgen, mit Grasflächen, Buschflächen und Wüsten.

## Lebensweise
Die nachtaktive Buchara-Hufeisennase ruht am Tage in Höhlen und verlassenen oder wenig genutzten Bergwerken. Sie bildet meist Kolonien mit mehreren hundert Mitgliedern und teilt das Versteck mit der Wimperfledermaus sowie selten mit der Großen Hufeisennase oder dem Kleinen Mausohr. Vor der Geburt der Nachkommen suchen Weibchen eigene Unterschlüpfe auf. Die Exemplare verlassen die Höhle während der Dämmerung und jagen dicht über dem Grund Schmetterlinge, die Nahrung wird mit Käfern und anderen Insekten komplettiert. Die Buchara-Hufeisennase hält Winterschlaf in tiefen Bereichen der Höhle.
Die Paarung erfolgt zum Ende der Säugungszeit oder im Winter. Weibchen verlassen im Juni oder Anfang Juli die gemischten Kolonien und kurz danach finden die Geburten statt. Wenn die Nachkommen fliegen können und feste Nahrung zu sich nehmen, gibt es kurz darauf gemischte Gruppen.

## Gefährdung
Regional können sich Landschaftsveränderungen und Störungen an den Verstecken negativ auswirken. Die IUCN listet die Art aufgrund einer vermuteten stabilen Gesamtpopulation als nicht gefährdet (least concern).